# TAS1R3
Receptor ukusa tip 1 član 3 je protein koji je kod ljudi kodiran TAS1R3 genom. Ovaj protein je ljudski homolog mišjeg Sac, glavne odrednice razlike između na slatko senzitivnih i nesenzitivnih vrsta miševa u pogledu njihovih odgovora na suharozu, saharin, i druge zaslađivače.

## Struktura
Ovaj protein je G protein spregnuti receptor sa sedam trans membranskih domena. On je komponenta heterodimernog aminokiselinskog receptora ukusa TAS1R1+3 i receptora slatkog ukusa TAS1R2+3. Ovaj receptor se formira kao proteinski dimer sa bilo TAS1R1 ili TAS1R2. Eksperimenti su pokazali da je TAS1R3 homodimer takođe senzitivan na prirodne šećerne supstance. Po nekim hipotezama homodimer je razlog za različiti kvalitet ukusa šećernih zamena.

## Ligandi
G protein spregnuti receptori za sladak i umami ukus se formiraju kao dimeri TAS1R proteina. TAS1R1+3 receptor ukusa je senzitivan na glutamat, kao i na sinergističke molekule koji pojačavaju ukus inozin monofosfat (IMP) i guanozin monofosfat (GMP). Ovi ukus pojačavajući molekuli ne omogućavaju aktivaciju samog receptora, nego pojačavaju odgovor receptora na mnoge L-aminokiseline.
TAS1R2+3 odgovara na prirodne šećere saharozu i fruktozu, kao i na veštačke zaslađivače: saharin, kalijum acesulfam, dulcin, gvanidinosirćetna kiselina.

## Literatura
- Chandrashekar J, Hoon MA, Ryba NJ, Zuker CS (2007). „The receptors and cells for mammalian taste.”. Nature. 444 (7117): 288—94. PMID 17108952. doi:10.1038/nature05401.
- Max M; Shanker YG; Huang L;  . (2001). „Tas1r3, encoding a new candidate taste receptor, is allelic to the sweet responsiveness locus Sac.”. Nat. Genet. 28 (1): 58—63. PMID 11326277. doi:10.1038/88270.
- Nelson G; Chandrashekar J; Hoon MA;  . (2002). „An amino-acid taste receptor.”. Nature. 416 (6877): 199—202. PMID 11894099. doi:10.1038/nature726.
- Li X; Staszewski L; Xu H;  . (2002). „Human receptors for sweet and umami taste.”. Proc. Natl. Acad. Sci. U.S.A. 99 (7): 4692—6. PMC 123709 . PMID 11917125. doi:10.1073/pnas.072090199.
- Spadaccini R; Trabucco F; Saviano G;  . (2003). „The mechanism of interaction of sweet proteins with the T1R2-T1R3 receptor: evidence from the solution structure of G16A-MNEI.”. J. Mol. Biol. 328 (3): 683—92. PMID 12706725. doi:10.1016/S0022-2836(03)00346-2.
- Ariyasu T; Matsumoto S; Kyono F;  . (2004). „Taste receptor T1R3 is an essential molecule for the cellular recognition of the disaccharide trehalose.”. In Vitro Cell. Dev. Biol. Anim. 39 (1-2): 80—8. PMID 12892531. doi:10.1290/1543-706X(2003)039<0080:TRTIAE>2.0.CO;2.
- Jiang P; Ji Q; Liu Z;  . (2004). „The cysteine-rich region of T1R3 determines responses to intensely sweet proteins.”. J. Biol. Chem. 279 (43): 45068—75. PMID 15299024. doi:10.1074/jbc.M406779200.
- Xu H; Staszewski L; Tang H;  . (2005). „Different functional roles of T1R subunits in the heteromeric taste receptors.”. Proc. Natl. Acad. Sci. U.S.A. 101 (39): 14258—63. PMC 521102 . PMID 15353592. doi:10.1073/pnas.0404384101.
- Taniguchi K (2005). „Expression of the sweet receptor protein, T1R3, in the human liver and pancreas.”. J. Vet. Med. Sci. 66 (11): 1311—4. PMID 15585941. doi:10.1292/jvms.66.1311.
- Jiang P; Cui M; Zhao B;  . (2005). „Lactisole interacts with the transmembrane domains of human T1R3 to inhibit sweet taste.”. J. Biol. Chem. 280 (15): 15238—46. PMID 15668251. doi:10.1074/jbc.M414287200.
- Galindo-Cuspinera V; Winnig M; Bufe B;  . (2006). „A TAS1R receptor-based explanation of sweet 'water-taste'.”. Nature. 441 (7091): 354—7. PMID 16633339. doi:10.1038/nature04765.
- Gregory SG; Barlow KF; McLay KE;  . (2006). „The DNA sequence and biological annotation of human chromosome 1.”. Nature. 441 (7091): 315—21. PMID 16710414. doi:10.1038/nature04727.
- Behrens M; Bartelt J; Reichling C;  . (2006). „Members of RTP and REEP gene families influence functional bitter taste receptor expression.”. J. Biol. Chem. 281 (29): 20650—9. PMID 16720576. doi:10.1074/jbc.M513637200.
- Koizumi A; Nakajima K; Asakura T;  . (2007). „Taste-modifying sweet protein, neoculin, is received at human T1R3 amino terminal domain.”. Biochem. Biophys. Res. Commun. 358 (2): 585—9. PMID 17499612. doi:10.1016/j.bbrc.2007.04.171.

## Spoljašnje veze
- TAS1R3 Gene
- TASTE RECEPTOR TYPE 1, MEMBER 3; TAS1R3